# روبرتو دو فيزياني
روبرتو دو فيزياني (1800-1878) (بالإنجليزية: Roberto de Visiani)‏ هو عالم نبات إيطالي.